# San Francisco de Paccha
San Francisco de Paccha es un caserío peruano ubicado en el distrito de Chulucanas, perteneciente a la provincia de Morropón del departamento de Piura, al norte del Perú. 

## Ubicación
San Francisco de Paccha se ubica al noroeste de la provincia de Morropón, en el distrito de Chulucanas, en el departamento de Piura.

## Demografía
En 2017 San Francisco de Paccha tenía una población de 754 habitantes.
| Gráfica de evolución demográfica de San Francisco de Paccha entre 1993 y 2017 |
|                                                                               |
| Fuentes: Población 1993 y 2017                                                |